# توماس باتريك مور
توماس باتريك مور (بالإنجليزية: Thomas Patrick Moore)‏ (و. 1797 – 1853 م)هو سياسي، ودبلوماسي من الولايات المتحدة الأمريكية . ولد في مقاطعة شارلوت .
وهو عضو في الحزب الديمقراطي الأمريكي .